# České dráhy
České dráhy (en castellano: «Ferrocarriles Checos»), también conocida por su abreviatura ČD, es la principal operadora ferroviaria de la República Checa. La empresa, de propiedad estatal, fue creada el 1 de enero de 2003 para separar la actividad comercial ferroviaria de las infraestructuras ferroviarias, que pasaron a pertenecer a Správa železniční dopravní cesty (SŽDC). Su sede está en la capital, Praga.
La red ferroviaria checa dispone de 9.412 kilómetros controladas por ČD, de las cuales 3.210 kilómetros es pista electrificada y 1.906 kilómetros es doble y mixta. La compañía transportó más de 162 millones de pasajeros y 76 millones de toneladas en 2009. Es miembro de la Unión Internacional de Ferrocarriles (Código de país UIC de la República Checa es 54), la Comunidad de Ferrocarriles Europeos y la Organización para la Cooperación de Ferrocarriles (Asia y Europa).

## Historia

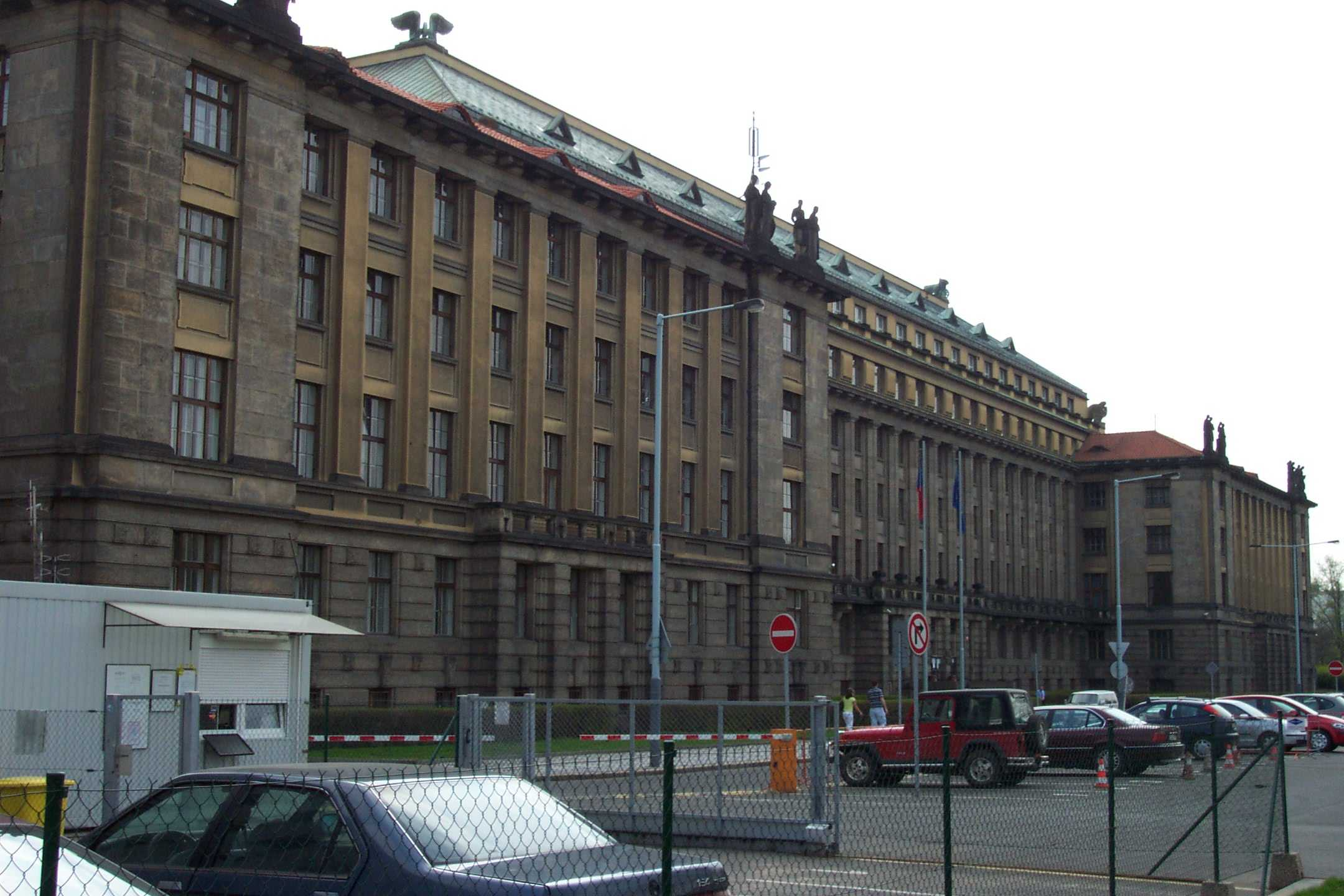
Sede de ČD y del Ministerio de Transporte checo en Praga.

La empresa České dráhy nació como una sociedad anónima en 2003, diez años después de la disolución de Checoslovaquia y como sucesor de los Ferrocarriles Estatales checoslovacos.
Hasta el 1 de julio de 2008, České dráhy era el mayor empleador de la República Checa. Después de experimentar pérdidas ordinarias y requiere subvenciones estatales, el ferrocarril reportó su primer "beneficio" en 2007 a pesar de que recibe subsidios del gobierno. Los intentos de hacer más eficientes están actualmente en curso y un plan reciente para mover el transporte de pasajeros a una filial independiente fue aprobado por el Gobierno checo en enero de 2008.
ČD opera los trenes, mientras que la infraestructura fija la gestiona Správa železniční dopravní cesty (SŽDC). En diciembre de 2010, el Gobierno checo propuso llevar SŽDC y ČD en un solo holding. El gobierno también ha cambiado las subvenciones disponibles en ČD y SŽDC.